# 上海退魔行
上海退魔行（シャンハイたいまこう）は朱鷺田祐介とスザク・ゲームズが製作した架空歴史冒険浪漫テーブルトークRPG（TRPG）。2003年にエンターブレインから書籍版として発売された。正式タイトルは『上海退魔行 新撰組異聞』。

## 概要
19世紀末期のアジアの魔都・上海を舞台に様々な冒険を繰り広げる歴史活劇もののTRPG。
ただし、このゲームの舞台となる上海は史実のそれとは違い、ヨーロッパから移住してきたドラキュラ伯爵が夜の街を支配し、幕末の日本から亡命してきた新撰組と鎬を削っているという真の意味での「魔都」である。
プレイヤーキャラクター（PC）は上海の有力者である「明星三十六傑」の元に集った名も無き人物の一人となる。そして、自分が属する明星の勢力を広げるために陰謀の手駒となって、上海の街を駆け巡りイリーガルな行為を行うことになる。PCの策謀次第では、明星の思惑とは違う形に大きく歴史を揺るがすことも可能。

## システム

### 天命
PCは天命と言われる、キャラクタークラスに類するものを二つ選ぶことでおおまかなスタイルが決定される。天命は「サムライ」「ストリート・キッズ」など、魔都上海で代表的な職業が揃っており、PCは天命により独自の特技を使うこともできる。
また、天命ごとに自分がどの明星の勢力下にいるのかが決定される。1シナリオにつき1回だけだが自分が属する明星の助けを借りることもできる。この明星たちに関する情報は「陰陽カード」というイラストつきのカードで表現され、魔都上海のイメージを演出する手助けにもなっている。

### 行為判定
行為判定は上方判定に属する。6面体サイコロを二個振り、出目の合計が高いほど良い結果だとする方式である。

### 打点鐘
『上海退魔行』ではゲーム内の時間経過を管理するための「打点鐘（だてんしょう）」と呼ばれるルールがある。
このゲームはシーン制によって進行するゲームであり、PCの行動や移動によってゲーム内時間が定量的に進むルールにはなっていない。ゲームマスター（GM）が時間を進めると宣言したときのみ、時間が進む。
この、時間を進めるという宣言が「打点鐘」である。打点鐘とは上海に時を告げる鐘のことで、夜明け前、正午、夕刻、深夜の四つの時間に鳴らされる。GMが打点鐘を鳴らすことを宣言したとき、ゲーム内時間が朝から昼へ、昼から夕方へ、と次の段階に切り替わっていくのである。
打点鐘が鳴らされると幕間という特別なシーンが発生し、PCたちは情報交換や回復ができるようになる。

## 世界設定
ゲームの舞台となるのは魔都上海のみであり、PCが街の外に出ることは基本的にはできない。シティアドベンチャーに特化したゲームとなっている。
このゲームの上海には19世紀を生きた歴史的有名人が様々な理由で集っている。その中にはフィクションの登場人物（シャーロック・ホームズなど）もいるし、史実の人間であっても誕生年や死亡年が史実とあわない者もいる（これは19世紀の初頭から末期までの有名人を強引に同じ場所に存在させるために前後50年までの範囲で誕生年と死亡年を修正しているからである。さらに、秘術や呪術などを使って古代から生き続けているような歴史的人物までいる）。
特に上海の有力者である「明星三十二傑」には、ドラキュラ伯爵、沖田総司、土方歳三、シャーロック・ホームズ、ジョージ・アームストロング・カスター、坂本龍馬、アルセーヌ・ルパン、モリアーティ教授、ハインリヒ・シュリーマン、洪秀全、安倍晴明（の子孫）、ジキル博士、東郷平八郎、ビリー・ザ・キッド、フェルディナント・フォン・ツェッペリンなど世界史の有名人が虚実おりませて揃っており、現実ではありえない「世界史の偉人たちのクロスオーバー」こそが、『上海退魔行』というゲームの一番の売りである。

## 作品一覧
- 上海退魔行 新撰組異聞
  - 基本ルールブック。2003年にエンターブレインよりB5判書籍として発売。ISBN 978-4757714113。
- 魔都震撼
  - サプリメント。上記基本ルールブック付属の応募券を送れば抽選で入手できた（期間終了済）。発行はエンターブレインになっているがISBNはついてない。
- 上海アンダーグラウンド
  - サプリメント。明星三十二傑のデータを完全掲載している。2003年にスザク・ゲームズよりB5判書籍として発売。ISBN 978-4883750474。
- 票子組
  - ゲームプレイに彩りを与える小道具のセット。スザク・ゲームズのWebサイトからの通販限定。